# Собор Паризької Богоматері (фільм, 1911)
«Собор Паризької Богоматері» (фр. Notre-Dame de Paris) — німий чорно-білий французький фільм 1911 року, поставлений режисером Альбером Капеллані за однойменним романом Віктора Гюго.
Фільм зберігся до наших днів. На екрани Франції вийшов 10 листопада 1911 року. Був випущений «Кінематографічним товариством драматургів та письменників» (SAGL), керівником якого був Капеллані, мав великий успіх і став на той час великою художньою подією.

## Сюжет
Есмеральда, красива циганка, що виступає вуличною танцівницею, викликає у чоловіків пристрасть, особливо у Клода Фролло, який керує собором Паризької Богоматері. Він просить Квазімодо, глухого потворного дзвонаря собору, викрасти дівчину. Квазімодо, котрий був прийнятий на роботу Фролло і підкоряється кожному його наказу, захоплює циганку, але її рятує капітан Феб зі своїми лучниками. Заарештованого Фебом горбаня засуджують до покарання на ганебному стовпі. Коли Есмералада, пожалівши, дає йому попити води, Квазімодо закохується в неї. Згодом Феба забивають до смерті й Есмеральду помилково звинувачують у його вбивстві. Засуджену до повішення Есмеральду рятує Квазімодо, який пропонує їй прихисток і своє до неї кохання.

## У ролях
| • Анрі Краусс        | … | Квазімодо      |
| • Стася Наперковська | … | Есмеральда     |
| • Клод Гаррі         | … | Феб де Шатопер |
| • Рене Александр     | … | Клод Фролло    |
| • Жан Анжело         | … |                |
| • Поль Капеллані     | … |                |
| • Жан Дакс           | … |                |
| • Мевісту            | … |                |

## Художні особливості
На думку французького дослідника кіно Жоржа Садуля Капеллані знаходився «у полоні в теорії сфотографованого театру, якої дотримувався Мельєс», тому фільм був «серією картин, зіграних точно так, як зіграли б їх на театральній сцені».